# The Last of Us
The Last of Us je akcijska avantura preživljavanja, koju je razvio Naughty Dog i koju je objavio Sony Computer Entertainment. Izdana je za PlayStation 3 u svijetu 14. lipnja 2013. Igrači kontroliraju Joel, krijumčara zaduženog za pratnju tinejdžerske djevojke po imenu Ellie preko post-apokaliptične Sjedinjene Države. The Last of Us se igra iz perspektive treće osobe; igrači upotrebljavaju vatreno oružje i improvizirano oružje, a mogu se poslužiti stealthom u suočavanju s neprijateljskim ljudima i kanibalističkim stvorenjima zaraženim mutiranim sojevima Kordiceps gljiva. U online multiplayer modu igre, do osam igrača sudjeluje u kooperativnom i konkurentnom igranju.
Razvoj The Last of Us-a počeo je 2009. godine, ubrzo nakon objavljivanja Naughty Dog-ove prethodne igre, Uncharted 2: Among Thieves. Odnos između Joel-a i Eli postala je središnji fokus igre, svi ostali elementi su dizajnirani oko njega. Glumci Troy Baker i Ashley Johnson oživili su Joel-a i Ellie kroz glas i "motion capture", uz pomoć kreativnog direktora, Neil Druckmann-a s razvojem likova i radnje. Glazbu je kompozirao Gustavo Santaolalla.
Nakon objavljivanja u prosincu 2011. godine, The Last of Us je bio široko predviđen. Nakon objavljivanja dobio je univerzalnu pohvalu, s pohvalama usmjerenim na njeno pripovijedanje, igranje, vizualni i zvučni dizajn, karakterizaciju i prikaz ženskih likova. Posljednji od nas postala je jedna od najprodavanijih igara na PlayStationu 3, prodajom preko 1,3 milijuna jedinica u prvom tjednu i 17 milijuna do travnja 2018. godine. Osvojila je priznanja na kraju godine, uključujući i više nagrada Igre Godine od nekoliko publikacija o igrama, kritičara i ceremonijama dodjeljivanja igara, čineći ga jednim od najupečatljivijih igara u povijesti i smatra se jednim od najvećih videoigara svih vremena.
Nakon objavljivanja igre, Naughty Dog objavio je nekoliko sadržaja za download; The Last of Us: Left Behind dodaje kampanju s jednim igračem slijedeći Ellie i njezinu najbolju prijateljicu Riley. Poboljšano izdanje originalne igre, The Last of Us Remastered, objavljeno je za PlayStation 4 u srpnju 2014. Nastavak, The Last Of Us Part II, objavljen je u prosincu 2016. godine.

## Gameplay
The Last of Us je akcijsko-pustolovna survival horor igra koja se igra iz perspektive treće osobe. Igrač prelazi preko post-apokaliptičnih sredina kao što su gradovi, zgrade, šume i kanalizacijski uređaji kako bi unaprijedio priču. Igrač može upotrijebiti vatreno oružje, improvizirano oružje i stealth da bi se obranio od neprijateljskih ljudi i kanibalističkih stvorenja zaraženih mutiranim sojevima Kordiceps gljiva. Za većinu igre, igrač preuzima kontrolu nad Joelom, čovjekom zaduženim da prati djevojku Ellie, preko Sjedinjenih Država; Ellie i ostali pratitelji kontroliraju umjetna inteligencija. Igrač također kontrolira Ellie tijekom zimskog segmenta igre.
U borbi, igrač može koristiti oružje dugog dometa, poput pušaka, pušaka i lukova, te oružja kratkog dometa poput pištolja i kratkih pušaka. Igrač je sposoban ukrasti oružja s ograničenom uporabom, poput cijevi i bejzbolnih šišmiša, i baciti boce i cigle kako bi odvratili, ošamućili ili napadali neprijatelje. Igrač može nadograditi oružje na radnim stolovima pomoću prikupljenih predmeta. Oprema poput zdravstvenih setova i molotovskih koktela može se naći ili izraditi pomoću prikupljenih predmeta. Atribute poput mjerača zdravlja i brzine izrađivanja mogu se nadograditi prikupljanjem pilula i ljekovitog bilja. Zdravlje se može napuniti upotrebom zdravstvenih setova.
Iako igrač može izravno napasti neprijatelje, također može iskoristiti neprijateljski napad na njih. "Način slušanja" omogućuje igraču da pronađe neprijatelje kroz pojačani osjećaj sluha i prostornu svijest, označen kao obrisi vidljivi kroz zidove i objekte. U sustavu dinamičkog pokrivača, igrač može skočiti iza prepreka kako bi dobio taktičku prednost tijekom borbe. Igra ima razdoblja bez borbe, često uključuju razgovor između likova. Igrač može riješiti jednostavne zagonetke, kao što je korištenje plutajućih paleta kako bi Ellie, koji ne može plivati, preko tijela vode, i pomoću ljestva ili kontejnera doći do viših područja. Kolekcionarske priče, kao što su bilješke, karte i stripovi, mogu se skupiti i pregledavati u izborniku ruksaka.
Igra sadrži sustav umjetne inteligencije kojim neprijateljski neprijatelji reagiraju na borbu. Ako neprijatelji otkriju igrač, oni mogu poduzeti pokrivanje ili pozvati pomoć, a mogu iskoristiti igrače kada su ometeni, od municije ili u borbi. Suradnici igrača, poput Ellie, mogu pomoći u borbi bacanjem predmeta pri prijetnjama da ih zaustave, najavljujući mjesto nepoznanica ili pomoću noža i pištolja za napad neprijatelja.

### Multiplayer
Online multiplayer omogućuje do osam igrača da se bave konkurentnim igranjem u rekreaciji višestrukih postavki za jednog igrača. Igra ima tri vrste igara za više igrača: opskrba Raid i Survivors su obje ekipe deathmatches, s tim da isključuju sposobnost respawn; Zadaci ispitivanja imaju ekipe koji istražuju lokaciju neprijateljske ekipe, a prvi koji je uhvatio takvu lockbox pobjeda. U svakom modu, igrači odabiru faction-Hunters (grupu neprijateljskih preživjelih) ili Fireflies (revolucionarna skupina milicija) i održavaju svoj klan žive prikupljanjem pomagala tijekom utakmica. Svaka utakmica je jednaka jedan dan; preživjelih dvanaest "tjedana", igrači su završili putovanje i mogu ponovno odabrati njihovu Frakciju. Ubijanje neprijatelja, oživljavanje saveznika i stvaranje predmeta zarađuju dijelove igrača koji se mogu pretvoriti u zalihe; dijelovi također mogu biti uklonjeni iz tijela neprijatelja. Igrači su u mogućnosti nositi više opreme zarađivanjem bodova kako im pomagala u klanu rastu. Igrači mogu povezati igru s njihovim Facebook računom, što mijenja ime i lice članova klana kako bi se slagala s Facebook prijateljima igrača. Igrači imaju mogućnost prilagoditi svoje likove sa šeširima, kacigama, maskama i simbolima.

## Priča
U rujnu 2013. izbijanja mutantne Kordiceps gljivice uništava Sjedinjene Države, transformirajući svoje ljudske domaćine u agresivna bića nazvana Zaraženima. U predgrađu Austina, Texas, Joel (Troy Baker) bježi iz kaosa sa svojim bratom Tommyjem (Jeffrey Pierce) i kćerkom Sarahom (Hana Hayes). Dok bježe, vojnici upucaju Saru i ona umre u Joelovim rukama. Dvadeset godina kasnije, infekcija je uništila veći dio civilizacije. Preživjeli žive u karantenskim zonama, neovisnim naseljima i nomadskim skupinama. Joel radi kao krijumčar s partnerom Tessom (Annie Wersching) u karantenskoj zoni u sjevernom kraju Bostona u Massachusettsu. Oni ulove Roberta (Robin Atkin Downes), trgovca na crnom tržištu, kako bi oporavili ukradenu oružarnu predmemoriju. Prije nego što ga Tess ubije, Robert otkriva da je predao predmemoriju Krijesnicama ("Fireflies"), pobunjeničkoj skupini koja se suprotstavlja autoritetima karantenske zone.
Vođa vatrenih oružja, Marlene (Merle Dandridge), obećava udvostručiti svoje skladište oružja u zamjenu za krijumčarenje tinejdžerske djevojke, Ellie (Ashley Johnson), do Krijesnica koje se skrivaju u Državnoj kući Massachusettsa izvan karantenske zone. Joel, Tess i Ellie se pokušaju išuljati tijekom noći, ali nakon susreta s ophodnjom otkrivaju da je Ellie zaražena. Cijela infekcija normalno se javlja za manje od dva dana, ali Ellie tvrdi da je zaražena prije tri tjedna i da njezin imunitet može dovesti do liječenja infekcije. Trio se kreće prema njihovom odredištu kroz horde Zaraženih, ali otkrivaju da su Krijesnice na mjestu odredišta ubijeni. Tess otkriva da ju je ugrizao Zaraženi; vjerujući u Ellieovu važnost, Tess se žrtvuje, tako da Joel i Ellie mogu pobjeći. Joel odluči naći Tommya, bivšeg Krijesnicu, u nadi da može pronaći preostale Krijesnice. Uz pomoć Billa (W. Earla Browna), krijumčara koji duguje Joelu uslugu, stječu vozilo. Vozeći se prema Pittsburghu, Pennsvlvania, Joela i Ellie iz zasijede napadnu banditi i njihov automobil biva uništen. Oni se udružuju s dvojicom braće, Henryjem (Brandon Scottom) i Samom (Nadji Jeterom); nakon što su pobjegli iz grada, Sama ugrize Zaraženi, ali skriva ožiljak od družine. Kako se njegova infekcija pogoršava, Sam napada Ellie, ali Henry ga ubije i počini samoubojstvo zbog žalosti.
U jesen Joel i Ellie napokon su pronašli Tommyja u Jacksonu u državi Wyoming, gdje je okupio utvrđeno naselje u blizini hidroelektrane sa suprugom Mary (Ashley Scott). Joel odluči ostaviti Ellie s Tommyjem, ali nakon što se ona suoči s njim o Sari (njegovoj kćeri), odlučuje joj dopustiti da ostane s njim. Tommy ih usmjerava na enklavu Krijesnica na Sveučilištu Eastern Colorado. Nađu sveučilište napušteno, ali saznaju da su se Krijesnice preselili u bolnicu u Salt Lake Cityju u Utahu. Nakon toga bivaju napadnuti od strane razbojnika i Joel je ranjen u bijegu.
Tijekom zime, Ellie i Joel nađu sklonište u planinama. Joel je na rubu smrti i oslanja se na Ellie da se brine za njega. U lovu na hranu, Ellie susreće Davida (Nolan North) i Jamesa (Reuben Langdon), ljude koji žele trgovati lijekom za hranu; unatoč tome što se prvo pojavio prijateljski i suradnički, David se pretvara u neprijatelja nakon što je otkrila da su sveučilišni banditi bili dio njegove skupine. Ellie uspije odvući Davidovu grupu od Joela, ali je na kraju zarobljena; David je namjerava udružiti u svoju skupinu kanibala. Odbijajući ponudu, bježi nakon ubojstva Jamesa, ali David ju zatvori u gorućem restoranu. U međuvremenu, Joel se oporavi od svojih rana i krene pronaći Ellie. Dolazi do Ellie dok ona ubija Davida i počne plakati; Joel ju tješi prije nego što pobjegnu.
U proljeće, Joel i Ellie dolaze u Salt Lake City. Ellie je u nesvijesti nakon što se gotovo utopila, prije nego što ih uhvati ophodnja Krijesnica. U bolnici, Marlene govori Joelu da se Ellie priprema za operaciju: u nadi da će proizvesti cjepivo za zarazu, Krijesnice moraju ukloniti zaraženi dio Ellijevog mozga, što će ju ubiti. Ne želeći da Ellie umre, Joel se bori do operacijske sale i nosi nesvjesnu Ellie u garažu. Suočava se s Marlene, koju puca i ubija kako bi spriječio Krijesnice da ih progone. Na vožnji izvan grada, Joel tvrdi da su Krijesnice pronašle mnoge druge imune ljude, ali nisu uspjeli stvoriti lijek i da su se prestali truditi. Na rubu Tommyjeva naselja, Ellie otkriva da nije sama kad je zaražena i izražava krivnju preživjelih. Na njezinu inzistiranju, Joel se zaklinje da je njegova priča o Krijesnicama istinita.

## Razvoj
Naughty Dog je počeo razvijati The Last of Us u 2009, nakon izlaska Uncharted 2: Among Thieves. Po prvi puta u povijesti tvrtke, Naughty Dog se podijelio u dvije ekipe; dok je jedan tim razvio Uncharted 3: Drake's Deception (2011), a drugi je započeo rad na The Last Of Us. Direktor Bruce Straley i kreativni direktor Neil Druckmann vodili su tim koji je bio zadužen za razvoj "The Last of Us".
Druckmannova gleda "The Last of Us" kao priču o odrastanju, u kojoj se Ellie prilagođava opstanku nakon što je provodi vremena s Joelom, kao i istraživanje o tome koliko je otac spreman spasiti svoje dijete. Glavni motiv ove igre jest da "život ide dalje"; to je prikazano u sceni u kojoj Joel i Ellie otkrivaju stado žirafa, koju koncept umjetnik John Sweeney objašnjava da je dizajnirana da "obnovi [Ellijevu] žudnju za život", nakon što je patila nakon susreta s Davidom. Zaraženi, temeljni koncept igre, inspiriran je segmentom BBC prirode dokumentarnog programa Planet Earth (2006), koji je sadržavao Kordiceps gljive. Iako gljive uglavnom inficiraju insekte, preuzimaju kontrolu nad njihovim motoričkim funkcijama i prisiljavaju ih da pomažu u njegovanju gljivica, igra istražuje pojam gljiva koji se razvija i inficira ljude, te izravne rezultate izbijanja ove infekcije.
Odnos između Joela i Ellie bio je središnji fokus igre; svi drugi elementi razvijeni su oko njega. Troy Baker i Ashley Johnson bili su u ulozi Joela i Ellie, odnosno, i pružili glas i "motion capture". Baker i Johnson doprinijeli su razvoju likova; na primjer, Baker je uvjerio Druckmanna da se Joel brine za Tess zbog njegove usamljenosti, a Johnson je uvjerio Druckmann da Ellie treba biti jača i više obrambeni nastrojena. Elliejev fizički izgled također je redizajniran tijekom razvoja kako bi izgledao slično Johnsonu. Ostali likovi igre također su prošli izmjene. Karakter Tess je izvorno bio namijenjen da bude glavni antagonist "The Last of Us", ali tim je teško mogao vjerovati njezinim motivima. Seksualnost Billa je prvobitno ostala nejasna u scenariju, ali kasnije je promijenjen kako bi odrazio svoju homoseksualnost.

## The Last of Us Remastered
Dana 9. travnja 2014., Sony je objavio The Last Of Us Remastered, poboljšanu verziju igre za PlayStation 4. Izdana je 29. srpnja 2014. u Sjevernoj Americi. Remasterirane značajke poboljšale su grafiku i poboljšale prikazivanje, uključujući povećanu distancu vuče, nadograđenu mehaniku borve i veću brzinu okvira. Ostala poboljšanja uključuju napredne audio opcije, audio komentare i način rada s fotografijama. Sadrži prethodno objavljeni sadržaj za preuzimanje, uključujući i lijevo iza i neke mape s više igrača. Razvojni tim nastojao je stvoriti "pravi" remaster, održavajući "jezgrovito iskustvo" i glavnu priču i elemente igranja.

## Adaptacije
U ožujku 2020. najavljena je televizijska serija "The Last of Us". Njegova distribucija bit će povjerena HBO-u. Produkciju će režirati Craig Mazin, tvorac hit televizijske miniserije Černobil, u suradnji s Neilom Druckmannom, kreativnim direktorom videoigre. Za soundtrack će biti zadužan Gustavo Santaolalla, skladatelj soundtracka prvog i drugog poglavlja videoigre. Televizijsku seriju naručio je HBO u studenom 2020. U veljači 2021. objavljeno je da će Pedro Pascal glumiti Joela, a Bella Ramsey, Ellie, Gabriel Luna bit će Tommy, Joelov brat, Merle Dandridge bit će Marlene, a Nico Parker će ponoviti svoju ulogu Sarah, Joelove kćeri. Dana 2. srpnja 2021., fotografijom koju je Gabriel Luna objavio na Instagramu zajedno s Pedrom Pascalom i Nikom Parkerom, potvrđen je početak snimanja. Snimanje serije odvijalo se u Alberti u Kanadi od srpnja 2021. do lipnja 2022., a debitirat će na HBO -u i HBO Maxu 15. siječnja 2023., odnosno 16, siječnja u Hrvatskoj.